# Kim Guadagno

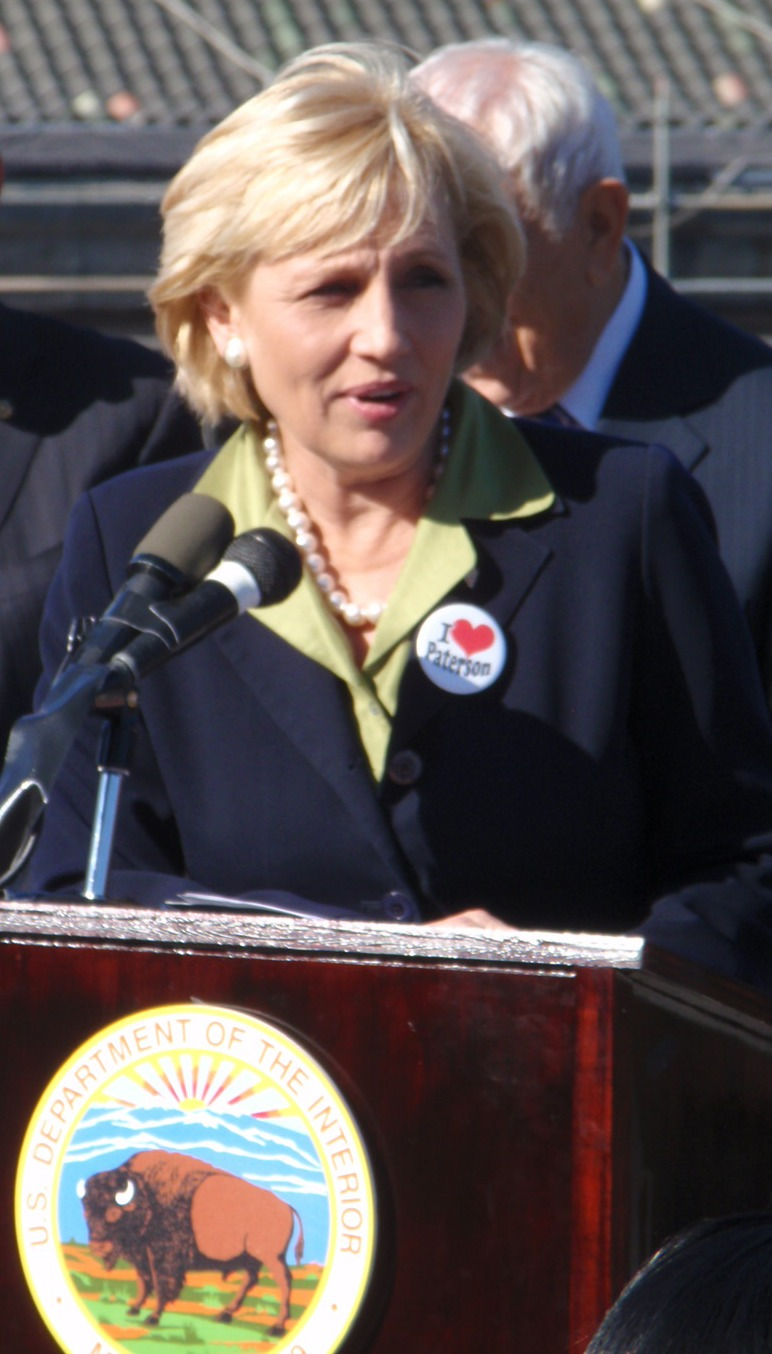
Kim Guadagno (2011)

Kimberly Ann „Kim“ Guadagno (* 13. April 1959 in Waterloo,  Iowa) ist eine US-amerikanische Politikerin. Sie war von Januar 2010 bis Januar 2018 Vizegouverneurin des Bundesstaates New Jersey.

## Werdegang
Kimberly Ann McFadden, so ihr Geburtsname, besuchte das Ursinus College in Pennsylvania. Anschließend studierte sie an der American University in Washington, D.C. Jura.  Seit ihrer Heirat mit dem Richter Michael Guadagno im Jahr 1991 lebt sie in New Jersey. Sie arbeitete für das US-Justizministerium, wo sie als Assistant United States Attorney für den östlichen Teil des Staates New York und für New Jersey zuständig war. Dabei führte sie einige Korruptionsfälle zur Anklage. Als stellvertretende Leiterin der Division of Criminal Justice brachte sie zwischen 1998 und 2001 einen Betrugsfall im Streitwert von 40 Millionen Dollar vor Gericht. Außerdem klagte sie David Smith, den Schöpfer des Computerwurms Melissa, an. Von 2003 bis 2009 lehrte sie an der Rutgers School of Law in Newark. Politisch wurde sie Mitglied der Republikanischen Partei.
Von 2008 bis 2010 war sie Sheriff im Monmouth County. Nach einer Verfassungsänderung wurde für die Wahlen des Jahres 2009 das Amt des Vizegouverneurs von New Jersey neu eingeführt. Dieses Amt hatte es zuvor nur in der britischen Kolonialzeit gegeben. Bei den Wahlen wurde Guadagno an der Seite von Chris Christie zur ersten Vizegouverneurin von New Jersey gewählt. Dieses Amt bekleidete sie ab dem 19. Januar 2010. Im Jahr 2013 wurde sie in ihrem Amt bestätigt. Dabei ist sie Stellvertreterin des Gouverneurs. Gleichzeitig fungiert sie als Secretary of State von New Jersey. In der Staatsregierung von New Jersey ist sie auch für die wirtschaftliche Entwicklung und die Anpassung der Staatsgesetze zuständig. Am 16. Januar 2018 wurde Guadagno von Sheila Oliver in ihrem Amt abgelöst.